# Creissan
Creissan település Franciaországban, Hérault megyében. Lakosainak száma 1404 fő (2022. január 1.). Creissan Cébazan, Puisserguier és Quarante községekkel határos.

## Népesség
A település népességének változása:
| Lakosok száma | 475  | 654  | 861  | 1120 | 1346 | 1378 | 1360 | 1313 | 1345 | 1404 |
|               | 1968 | 1982 | 1990 | 2006 | 2013 | 2015 | 2017 | 2019 | 2020 | 2022 |